# علي الخيبري
علي ناصر الخيبري (ولد في 25 فبراير 1990)، لاعب كرة قدم سعودي.

## مسيرة اللاعب
كان يلعب لنادي العروبة وحاليا انتقل الي نادي النصر السعودي . أعاره نادي النصر إلى نادي السيلية القطري لمدة 4 شهور في بداية سنة 2015 ، يلعب في كمدافع، ووزنه 77 كجم وطوله 181 سم.
أعاره النصر إلى نادي نجران في عام 2015 و انتقل إلى نادي الاتفاق عام 2017 و أعير إلى نادي العين مطلع عام 2021 و انتقل إلى نادي العروبة في صيف 2021 و لعب بعدها في نادي القيصومة ونادي الصقور ونادي الصفا.

## روابط خارجية
- علي الخيبري على موقع قاعدة بيانات كرة القدم.إي يو (الإنجليزية)
- علي الخيبري على موقع Soccerway.com (الإنجليزية)